# En saga om en saga och andra sagor
En saga om en saga och andra sagor är en samling av kortromaner skrivna av Selma Lagerlöf. Boken bestås av nio noveller som var och en berättar en historia, ofta dramatisk.
- En saga om en saga
- Tösen från Stormyrtorpet
- Silvergruvan
- Legenden om julrosorna
- Bröllopsmarschen
- Spelmannen
- En sägen från Jerusalem
- Varför påven blev så gammal
- Luftballongen

Novellen En saga om en saga har senare anpassats till en teaterpjäs som spelas i Västanå teater.